# هولمیوم (III) کلرید
هولمیوم(III) کلرید (به انگلیسی: Holmium(III) chloride) با فرمول شیمیایی HoCl۳ یک ترکیب شیمیایی است. که جرم مولی آن 271.289 g/mol می‌باشد. شکل ظاهری این ترکیب، بلورهای زرد است.